# Ebbw Vale
Ebbw Vale [ˈɛbuː veɪl] (walisisch Glyn Ebwy) ist eine Stadt in der Principal Area Blaenau Gwent County Borough in Südwales. Die in fünf Communitys gegliederte Stadt hatte beim Zensus 2011 18.095 Einwohner.

## Geographie
Ebbw Vale liegt – auf gut 200 Metern Höhe – in Südwales in den South Wales Valleys im Tal des Ebbw Fawr River. Die Stadt erstreckt sich über mehr als vier Kilometer in Nord-Süd-Ausrichtung vom Anfang des Tals in den Heads of the Valleys bis zu ihrem Ende auf Höhe des Berges Briery Hill. Dabei umfasst sie neben Ebbw Vale die Stadtteile Beaufort, Carmeltown, Garnlydan, Glyncoed, Hilltop, Mountain Air, Newchurch, Newtown, Rassau und Willowtown. Das Gebiet ist untergliedert in fünf Communitys: Badminton, Beaufort und Rassau im Norden sowie im Südteil der Stadt Ebbw Vale North und Ebbw Vale South. Die Stadt liegt östlich von Tredegar, westlich von Nantyglo und westlich bis südwestlich von Brynmawr. Als Built-up area sub division bildet Ebbw Vale zudem zusammen mit Brynmawr, Nantyglo und dem südöstlich der Stadt gelegenen Blaina die Ebbw Vale Built-up area.

## Geschichte
Ebbw Vales Geschichte ist eng mit der Industrialisierung der Region verbunden. Durch lokale Vorkommen von Eisenerz und Kohle florierte in der Region die entsprechende Wirtschaft, wobei es bereits Ende des 18. Jahrhunderts zu einem Wirtschaftsaufschwung kam, durch den unter anderem die Ebbw Vale Steelworks entstanden. Im 20. Jahrhundert erlebte die Region allerdings einen wirtschaftlichen Niedergang, der 2002 auch die Schließung der einst Tausende von Menschen beschäftigenden Stahlwerke forderte. Seitdem gibt es Versuche, die strukturschwache und von einer hohen Arbeitslosenquote geprägte Region durch Investitionen und Ansiedlungen von Unternehmen wiederzubeleben. 2010 war die Stadt wie schon 1958 Veranstaltungsort des jährlichen Eisteddfod. Administrativ gesehen gehörte Ebbw Vale einstmals zu Monmouthshire, ist nun aber Teil von Blaenau Gwent County Borough. Das Blaenau Gwent County Borough Council hat in Ebbw Vale zudem seinen Sitz. Bis 2010 bestand die Stadt aus den beiden Communitys Beaufort und Ebbw Vale, bevor die beiden Communitys geteilt wurden und in die oben beschriebene, aktuelle bestehende Ordnung eingefasst wurden.
Einwohnerzahlen
| 1891   | 1901   | 1911   | 1921   | 1931   | 1941 | 1951   | 1961   | 1971 | 1981 | 1991 | 2001 | 2011   |
| ------ | ------ | ------ | ------ | ------ | ---- | ------ | ------ | ---- | ---- | ---- | ---- | ------ |
| 13.736 | 17.401 | 26.261 | 30.624 | 27.653 | ?    | 24.297 | 28.627 | ?    | ?    | ?    | ?    | 18.095 |

## Wirtschaft und Infrastruktur
Im Rahmen der Ansiedlung neuer Unternehmen entstanden beispielsweise ein neuer Bahnhof, eine Hochschule, ein Sportzentrum und ein Krankenhaus. Im selben Kontext entstand in Ebbw Vale ein Ebbw Vale Innovation Centre, dass Platz für die Entstehung und Entwicklung neuer Unternehmen anbietet. Zugleich gibt es auch Planungen für zukünftige Ansiedlungen, so soll in der Nähe von Ebbw Vale eine Motorsportrennstrecke entstehen, aber auch ein Forschungs- und Entwicklungszentrum der Thales Group gebaut werden. Des Weiteren gibt es in der Stadt eine Niederlassung der Supermarktkette Argos, ein Postamt der Royal Mail und ein Postamt des Unternehmens Post Office, Des Weiteren gibt es das Ebbw Vale Institute, eine Art Kulturzentrum. Neben einem Teil der genannten Organisationen, die sich auf dem Gebiet der ehemaligen Ebbw Vale Steelworks niedergelassen haben, existieren in dessen ehemaliger Geschäftszentrale neben einem Museum auch die Gwent Archives.

## Verkehr
Im Zuge der Strukturstärkung in der Region wurde in Ebbw Vale ein neuer Bahnhof errichtet. Dieser ist die Endhaltestelle der Ebbw Valley Railway. Des Weiteren verlaufen durch Ebbw Vale verschiedenste Straßen, teilweise regionale Fernstraßen sowie die A465 road als überregionale Fernstraße. Außerdem durchqueren mehrere Buslinien die Stadt, die neben dem Stadtzentrum auch in einigen Stadtteilen halten.

## Sport
Der Rugbyclub Ebbw Vale RFC ist in Ebbw Vale im dortigen Eugene Cross Park beheimatet. Zwischen 1988 und 1998 existierte in der Stadt mit dem Ebbw Vale AFC außerdem ein Fußballverein. Zwischen 1980 und 1984 wurde außerdem in Ebbw Vale die Welsh Professional Championship ausgetragen, ein Snookerturnier zur Ermittlung des besten walisischen Profispielers.

## Söhne und Töchter der Stadt
- Huw Bennett (* 1983), Rugbyspieler
- Nicky Grist (* 1961), Rallye-Beifahrer
- Brian Hibbard (1946–2012), Sänger der Flying Pickets
- Philip Sutton (* 1960), Badmintonspieler